# Ignacy Maciejowski

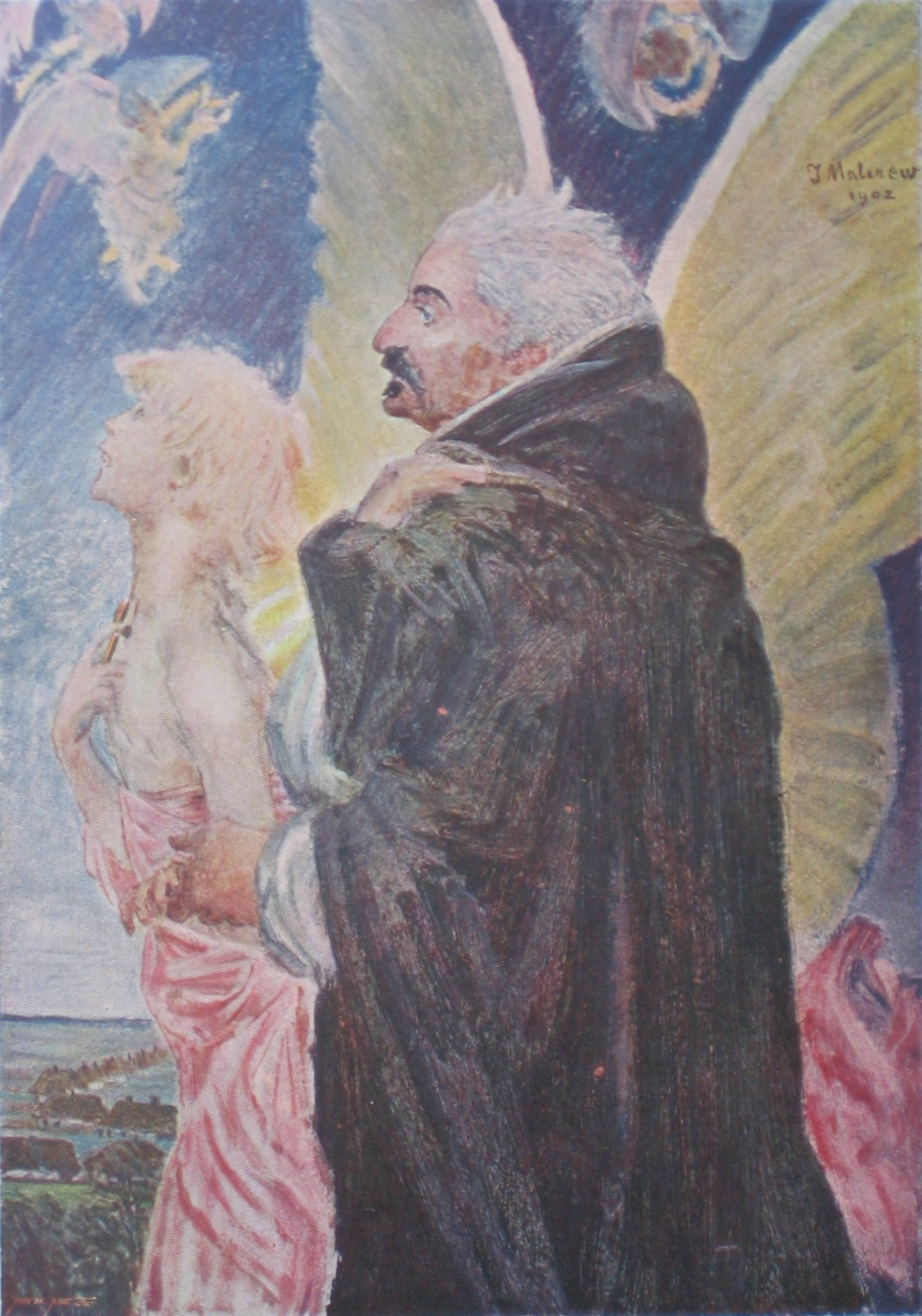
Ignacy Maciejowski na obrazie Jacka Malczewskiego

Ignacy Maciejowski, ps. „Sewer”, „Gryf” (ur. 27 lipca 1835 w Kobiernikach, zm. 22 września 1901 w Krakowie) – polski powieściopisarz i nowelista, dramaturg i krytyk literacki okresu przejściowego między pozytywizmem a Młodą Polską. Przedstawiciel realizmu krytycznego w prozie modernistycznej.

## Życiorys
Syn Franciszka, profesora prawa w warszawskiej Szkole Głównej.
Studiował w Instytucie Agronomicznym w Marymoncie pod Warszawą. Uczestniczył w powstaniu styczniowym, będąc związany z Ludwikiem Mierosławskim (m.in. pełnił funkcję komisarza województwa sandomierskiego). Po powstaniu więziony przez władze austriackie, następnie do 1868 przebywał na emigracji; wkrótce w obawie przed ponownym uwięzieniem wyjechał na 10 lat do Londynu. Po powrocie w 1878 początkowo zajmował się (bez większego powodzenia) pracą gospodarską. Od 1894 mieszkał w Krakowie, gdzie jego dom był ośrodkiem życia kulturalnego. W 1898 był redaktorem „Życia”, które w następnych latach odstąpił Stanisławowi Przybyszewskiemu.
W 1902 własne teksty poświęcili mu wdzięczni: M. Zdziechowski, M. Siedlecki, W. Reymont, T. Miciński, W. Tetmajer, K. Tetmajer, A. Lange, K.M. Górski, L. Rydel, W. Perzyński, S. Żeromski, J. Żuławski, S. Wyspiański, W. Feldman, A. Szymański i z portretem J. Malczewskiego, w szacie edytorskiej S. Wyspiańskiego wydali jako Epitaphium Ignacego Maciejowskiego Sewera.
Pisał powieści z kluczem, m.in. Bajecznie kolorową (1898), opowiadającą o małżeństwie Włodzimierza Tetmajera, czy Matkę (1898), historię rodziny znanego pisarza i poety Władysława Orkana. W krąg swoich zainteresowań Maciejowski włączał również realia współczesnej mu wsi, krakowskie środowisko artystyczne czy życie pionierów przemysłu w Galicji. Powieści te, mimo wysokiego poziomu artystycznego, nie zapisały się trwale w historii literatury polskiej. Z całego dorobku Sewera do klasyki weszła jedynie wielokrotnie wznawiana powieść Matka.
Zmarł w Krakowie, a został pochowany na cmentarzu parafialnym w Zaborowie.

## Twórczość
Powieści (data pierwodruku w czasopismach):
- 1882 – Zdobyte stanowisko
- 1882 – Walka o byt
- 1883 – Polka i Amerykanka
- 1884–1885 – Zyzma
- 1887 – Na szerokim świecie
- 1889 – Słowa a czyny
- 1891 – Dzielna kobieta
- 1893 – Nafta
- 1895 – Biedronie
- 1897 – Matka
- 1897 – Wśród pokus
- 1898 – Bajecznie kolorowa
- 1900 – Ponad siły

Nowele (data pierwodruku):
- 1877 – Zielona latarka
- 1878 – Łusia Burlak
- 1881 – Głodowa pożyczka
- 1881 – Przybłędy
- 1883 – Franuś Walczak
- 1889 – Konkury Wojtusia
- 1889 – Wiosna
- 1897 – W kleszczach[3]
- 1897 – Magdusia[3]

Dramaty (data wystawienia):
- 1876 – Pojedynek szlachetnych[4]
- 1882 – Wielka polityka
- 1888 – Dla świętej ziemi[5]
- 1890 – Pan marszałek